# 丸文通商
丸文通商株式会社（まるぶんつうしょう）は、石川県金沢市に本社を置く医療機器・理化学機器を取り扱う専門商社である。

## 事業内容
医用機器・分析科学機器・産業機械の販売を行う。また機器の保守メンテナンスサービスを一貫して提供している。